# Внутренняя колонизация
Внутренняя колонизация — заселение и хозяйственное освоение окраинных земель того или иного континента.

## Средневековая Европа
В Западной Европе XI—XIII веков массовая внутренняя колонизация была следствием роста населения и проявилась как земледельческое освоение залежных земель, лесов и болот. Её успех стал свидетельством общего роста производительных сил.

## В истории России
Видный русский историк В. О. Ключевский считал внутреннюю колонизацию России ключевым фактором в истории страны: «история России есть история страны, которая колонизируется».
Вопрос о колониализме СССР подробно разбирал профессор Европейского университета в Санкт-Петербурге Сергей Абашин: «Есть сильные аргументы как за то, что СССР был колониальной империей, так и против этого. Многие формы отношений действительно носили колониальный характер, но советское время не сводилось к колониальным отношениям, а содержало в себе другие элементы».
Ряд современных исследователей (А. Эткинд, Д. Уффельман и др.) рассматривают не экономическую, а идейно-ментальную сторону внутренней колонизации в России. Поднимаются вопросы об антагонистических отношениях имперского центра и периферии, о взаимных представлениях друг о друге власти и народа. Центр в условиях имперской внутренней колонизации рассматривает периферию как «природную» и дикую, нуждающуюся в окультуривании и цивилизаторском преобразовании. Революция в этом ключе рассматривается как попытка преодоления противоречий внутренней колонизации, однако вскоре начинается её новый этап — советский.
А. Эткинд пишет:
Колонизация всегда имеет две стороны: активную и пассивную; сторону, которая завоевывает, эксплуатирует и извлекает выгоды, и сторону, которая страдает, терпит и восстает. Но культурная дистанция между метрополией и колонией не всегда совпадает с этнической дистанцией между ними.
 Интересующая нас ситуация находится как раз в точке перехода от аграрного общества к индустриальному. Для аграрных обществ, каковым Россия была до Петра и в огромной степени оставалась после него, главные различия строятся между культурами правителей и народа — лингвистические, этнические, религиозные, даже сексуальные. Индустриализация рождает национализм как «бракосочетание между государством и культурой», результат их взаимотяготения и приведения в соответствие. Национализация аграрной культуры, многократно разделенной на классы, провинции, общины, диалекты, сословия, секты, всегда есть самоколонизация: народ превращается в нацию, крестьяне во французов. Процесс идет из столиц к границам, останавливаясь лишь там, где он сталкивается со встречным процессом равной силы. Особенностью России была лишь её географическая протяжённость и недонаселённость, затруднявшая передвижение людей и символов, а также особая конфигурация культурных признаков, подлежащих перемешиванию. Первостепенным фактором оставалась культурная дистанция между высшими и низшими классами, унаследованная от аграрного общества. Два мира (государство и сельскую общину) разделяла пропасть, но все ресурсы государства, финансовые и людские, поступали из общин. Коммуникация между ними если была возможна, то оказывалась искаженной, рискованной и ограниченной.
Противоположный взгляд на отношения центра и периферии остаивает публицист Алексей Широпаев, меняя местами метрополию и колонии: центр он называет «колонией», а «метрополией» — «хищную околицу», высасывающую ресурсы из Центральной России и превращающую великороссов в «белых негров».
Н. Ю. Замятина экстраполирует популярную в США «теорию фронтира» на Россию и представляет внутреннюю колонизацию как своеобразный «русский фронтир»:
«Фронтир — зона особых социальных условий, а не граница территории, находящейся под юрисдикцией государства, и уж тем более не граница территории, разведанной его жителями (несмотря на этимологию происхождения самого термина и квазилинейность этой зоны в США). Такие зоны в России легко выделяются: современный Центральный район (Залесская Русь) осваивался русскими в XI-XIV веках, так называемый Русский Север — в XV-XVII веках, современный Черноземный Центр — в XVI-XVII веках. Дон и Северный Кавказ — в XVII — начале XIX века, Урал и Сибирь — в XVII-XVIII веках. Дальний Восток — во второй половине XIX — начале XX века (по периодизации Д. Замятина). Каждую из этих «порций», пусть и чрезвычайно обширную, в соответствующее время можно было считать зоной фронтира, или, по-русски, порубежья».